# Progressionsreihe (Biologie)

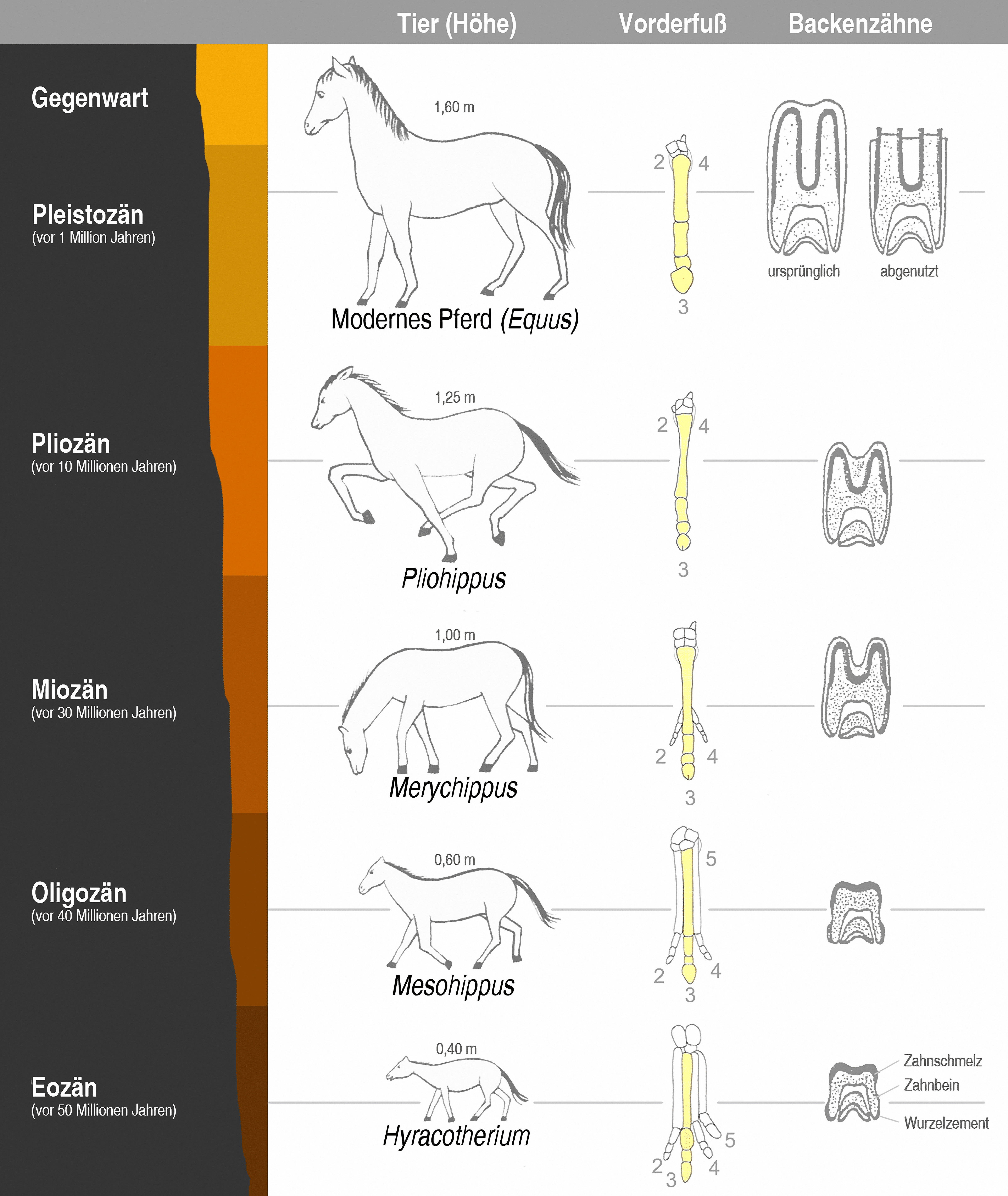
Stark vereinfachte Evolution der Pferde anhand ausgewählter Beispiele

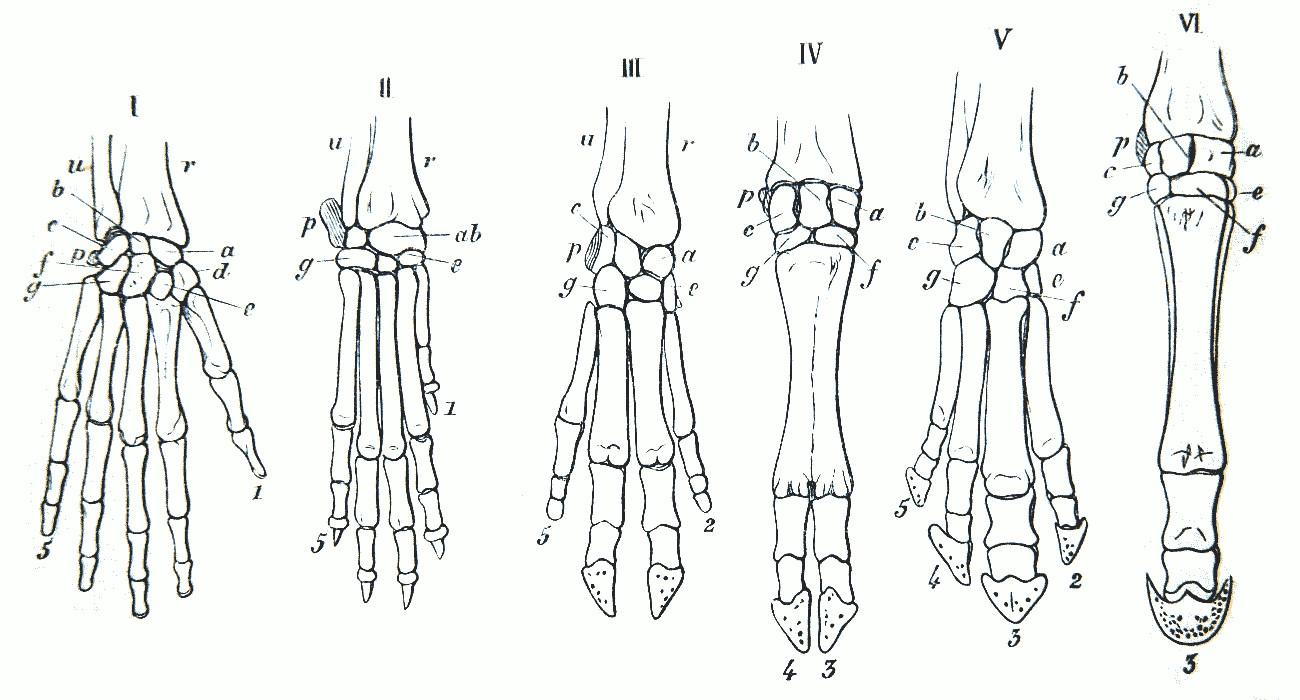
Tendenz zur Reduktion der Strahlen im Vorderfuß (Hand) bei
verschiedenen Säugetierordnungen. (I Mensch, II Hund, III Schwein, IV Kuh, V Tapir, VI Pferd. Aus Gegenbaur 1870)

Die Begriffe Progressionsreihe und Regressionsreihe bezeichnen in der vergleichenden Morphologie  eine veranschaulichende Darstellung der evolutionären Entwicklung von Organen beziehungsweise Organsystemen, die sich homolog entwickelt haben.

## Definition
Mit Progression wird in der Regel ein komplizierter werdender Aufbau, mit Regression dagegen eine strukturelle Vereinfachung bis zur vollständigen Reduktion bezeichnet. 
Beide Effekte treten an einem Gesamtorganismus oft parallel auf, eine eindeutige Zuordnung zu einer bestimmten Reihe ist oft schwierig, denn beide Reihen (Progressions- und Regressionsreihen) können eine Spezialisierung und damit eine höhere Leistungsfähigkeit beschreiben. 
Da Progressions- und Regressionsreihen eine veranschaulichende Darstellung von Evolution sind, ist es im Einzelfall oft nicht so, dass die gezeigten Lebewesen auch tatsächlich genetisch voneinander abstammen. Die gezeigten Lebewesen repräsentieren aber modellhaft Entwicklungsformen, die man sich in einer zeitlichen und evolutionären Reihenfolge als aufeinanderfolgend vorstellt. Durch Progressionsreihen entsteht oft der irreführende Eindruck, Evolution verlaufe in Stufen. Dies ist jedoch der vereinfachten Darstellung geschuldet.

## Beispiele
Die rezenten Schlangen sind ein Beispiel für einen vollständigen Verlust eines Organs, ihre Beine sind funktional vollständig reduziert.
Ein weiteres Beispiel für eine Progressions- und zugleich Regressionsreihe ist die Evolution der Pferde. Es lassen sich drei Entwicklungstrends ausmachen: 
- Reduzierung der Zehenzahl (Regression)
- Entwicklung hochkroniger, wurzelloser Zähne (Progression)
- und eine Zunahme der Körpergröße (Progression).

Am Beginn der Entwicklung stehen Formen wie das etwa fuchsgroße, vierzehige Hyracotherium (früher „Eohippus“). Die Entwicklung geht über viele Zwischenformen (z. B. Mesohippus, Merychippus, Pliohippus) zum rezenten einzehigen Pferd (Equus).
Parallele dazu das Pferdegebiss: Zum Verzehr von weicher Pflanzennahrung wie Blättern (Folivorie) geeignete niederkronige Zähne von Hyracotherium haben sich zu den hochkronigen Zähnen des sich von harten Gräsern ernährenden Pferdes von heute entwickelt. 